# Червоногвардейский район (Макеевка)
Червоногвардейский (Красногвардейский) район (укр. Червоногвардійський район) — район на западе Макеевки.
Население района — 81 042 человек (2001 год). Наиболее близкий к Донецку район Макеевки.

## Достопримечательности

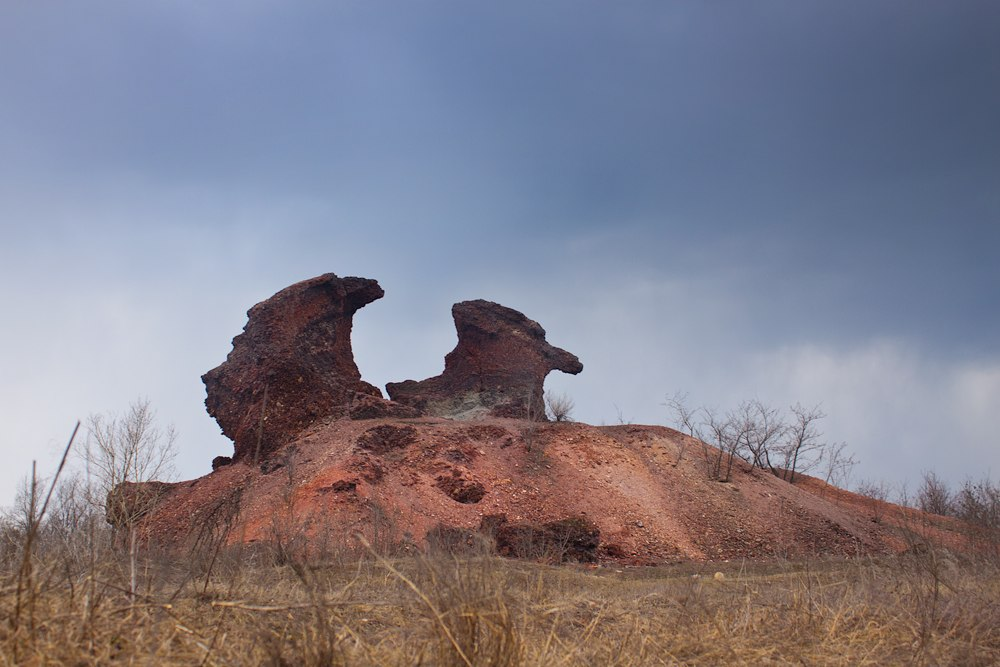
Террикон «Чёртовы Рога»

- Террикон «Чёртовы Рога».

## Инфраструктура
- Донбасская национальная академия строительства и архитектуры
- Макеевское медицинское училище, ул. Крылова, 28
- ДК шахты Чайкино, ул. Кольцевая, 20
- ДК шахты Бутовская, ул. Туполева, 48
- ДК шахты Поченкова, ул. Малиновского, 2а
- Макеевский профессиональный лицей, ул. Тореза, 51

## Жилые районы
- пос. Бутовка
- пос. Восточный
- мкрн. Восточный 2
- пос. Ганзовка (пос. Дзержинского)
- пос. Горького
- пос. Григорьевка
- пос. Калинино
- мкрн. Калининский

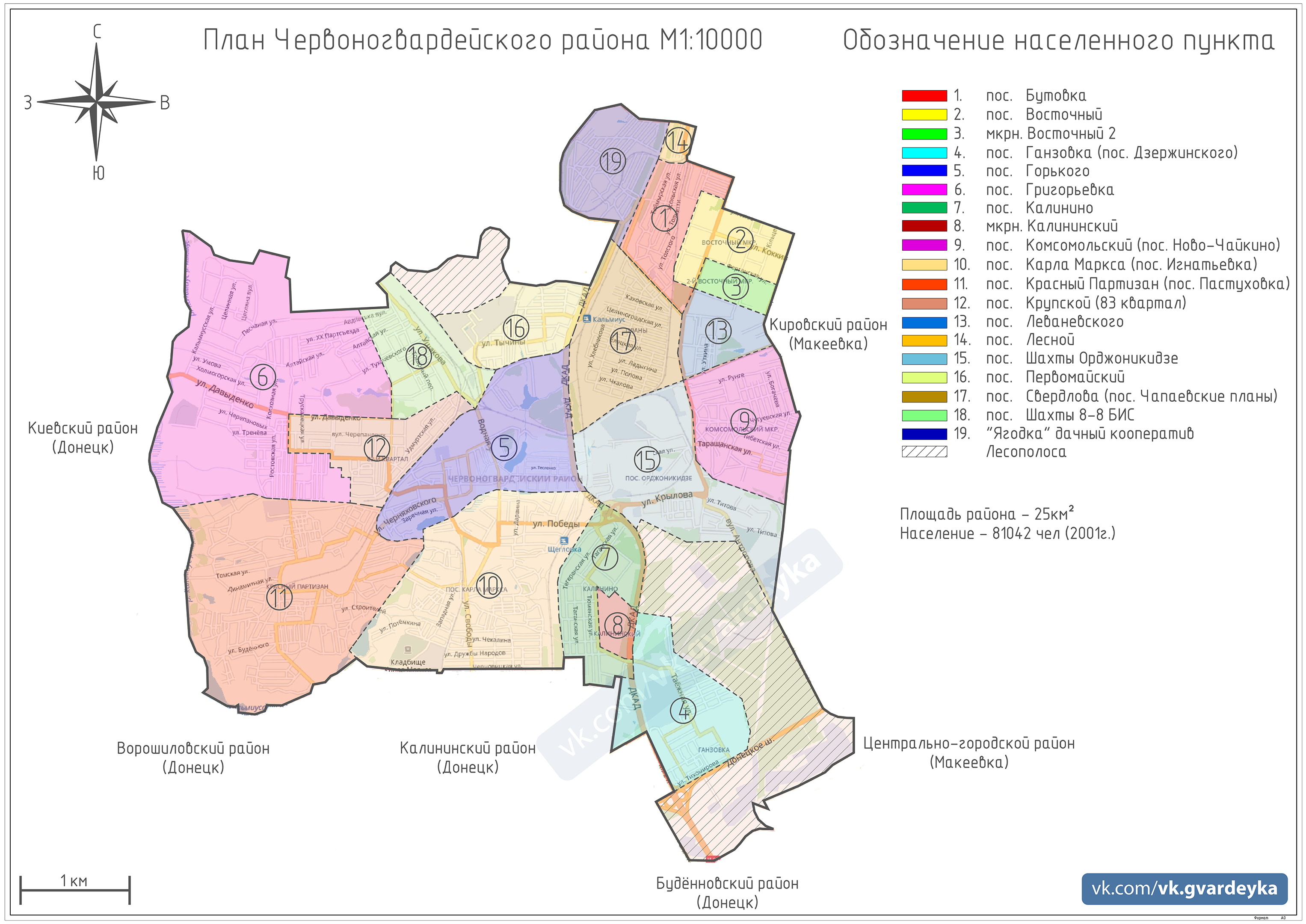
План Червоногвардейского района

- пос. Комсомольский (пос. Ново-Чайкино)
- пос. Карла Маркса (Игнатьевка)
- пос. Красный Партизан (пос. Пастуховка)[2]
- пос. Крупской (83 квартал)
- пос. Леваневского
- пос. Лесной
- пос. Шахты Орджоникидзе
- пос. Первомайский
- пос. Свердлова (пос. Чапаевские Планы)
- пос. Шахты 8-8 БИС
- дачный кооператив «Ягодка»

## Основные автомагистрали
- ул. Свободы
- ул. Малиновского
- ул. Черепановых
- ул. Давыденко
- ул. Черняховского
- ул. Коккинаки
- ул. Героев Сталинграда
- ул. Ферганская
- ул. Фабрициуса
- ул. Таращанская
- ул. Ткаченко
- Донецкое шоссе
- ул. Победы
- ул. Сигова
- ул. Шахтёра

## Промышленные предприятия
- Шахты ГХК «Макеевуголь»: Бутовская, Свято-Серафимовская (№ 1-1-бис), Чайкино, Щегловская-Глубокая (бывш. «им. Поченкова»).
- Красногвардейский ремонтно-механический завод.

## Городской транспорт
Представлен троллейбусами 2-х маршрутов:
- Макеевское ТТУ — 5 маршрут (Детский мир — ул. Горностаевская) — из центра Макеевки,
- Донгорэлектротранспорт — 7 маршрут (ул. Горького — кинотеатр «Космос») — из центра Донецка.

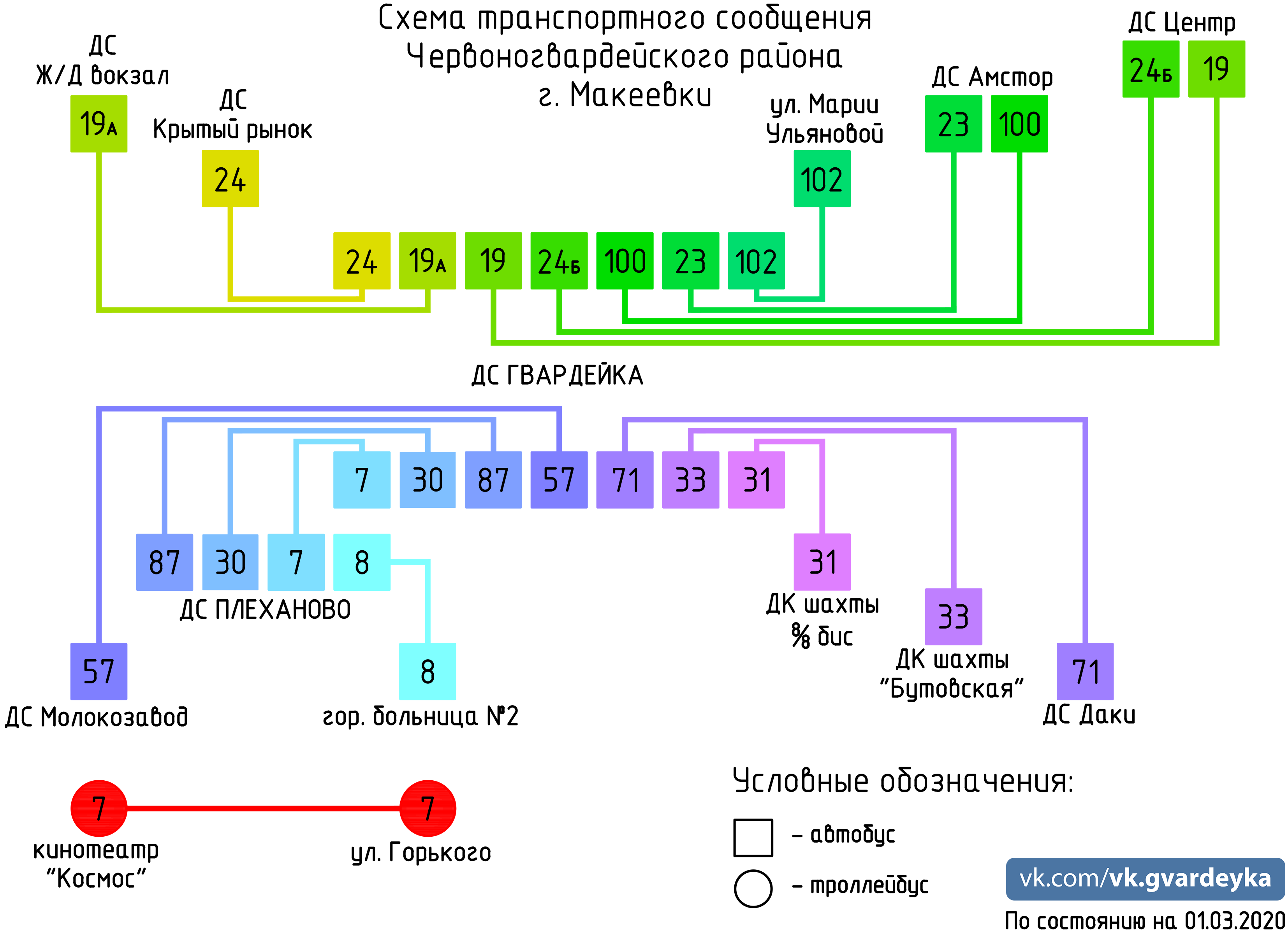
Схема транспортного сообщения Червоногвардейского района по состоянию на 1 марта 2020.

Кроме того, работают маршрутные такси.
До начала 2000 года в районе эксплуатировались трамваи:
- 6 Автостанция «Плехановская» (ранее — от Новых Планов) — Улица Малиновского (еще ранее — до шахты «Красногвардейская»)
- 4 Д/к шахты «Бутовская»-Ясиновский коксохимзавод

До середины 90-х годов в районе эксплуатировался троллейбусный маршрут № 10: «Детский мир — микрорайон „Калининский“». В связи с тяжёлой экономической обстановкой 6 из 9 троллейбусных маршрутов (как и все трамвайные маршруты) города ликвидированы, контактные сети и рельсы на большем протяжении не эксплуатируемых маршрутов разобраны.

## Железнодорожные станции и остановки
- остановочный пункт Щегловка
- станция Кальмиус

## Здравоохранение
- Городская больница № 2, ул. Ферганская, 12
- Городская больница № 5, ул. Больничная, 1
- Городская клиническая стоматологическая поликлиника № 3, ул. Малиновского, 48